# Vliegend Peerd Bredene
Vliegend Peerd Bredene – belgijski klub szachowy z siedzibą w Bredene, mistrz kraju z 2008 roku.

## Historia
Klub został założony 28 listopada 1948 roku. Początkowe lata działalności klubu koncentrowały się na kwestiach organizacyjnych, jak zakup sprzętu czy założenie biblioteki. W 1975 roku klub po raz pierwszy zorganizował turniej Noordzee. W latach 1982, 1986 i 1992 zespół wygrał Puchar Flandrii Zachodniej. W drugiej połowie lat 80. klub grał w Division 3, później grał w niższych ligach. Na początku lat 2000. klub uzyskiwał awanse do wyższych lig, a w 2007 roku awansował do Division 1. W sezonie 2007/2008 klub zdobył mistrzostwo Belgii. W 2009 roku zespół wycofał się z najwyższej belgijskiej klasy rozgrywkowej i podjął starty od piątej ligi. W sezonie 2013/2014 klub awansował do Division 4. W 2024 roku uzyskano awans do trzeciej ligi.

## Arcymistrzowie w historii klubu
- Michaił Brodski[4]
- Attila Czebe[4]
- Serhij Fedorczuk[5]
- Daniel Fridman[6]
- Witalij Hołod[7]
- Władimir Łazariew[8]
- Wadym Małachatko[7]
- Wiktor Michalewski[6]
- Jewhen Mirosznyczenko[9]
- Peng Zhaoqin[10]
- József Pintér[5]
- Michael Roiz[11]
- Gabriel Sarksjan[8]
- Stanisław Sawczenko[12]
- Heorhij Tymoszenko[12]
- Levente Vajda[12]